# 118401 LINEAR
118401 LINEAR è un asteroide della fascia principale. Scoperto nel 1999, presenta un'orbita caratterizzata da un semiasse maggiore pari a 3,1957601 UA e da un'eccentricità di 0,1927640, inclinata di 0,23444° rispetto all'eclittica.
Henry H. Hsieh e David Jewitt hanno scoperto in immagini riprese il 26 novembre 2005 che l'oggetto presentava una coda, confermata da successive immagini, e che pertanto oltre ad essere un asteroide è anche una cometa. La scoperta della duplice natura di questo corpo celeste ha portato la Unione Astronomica Internazionale ad attribuire a questo oggetto, oltre alla denominazione asteroidale, anche una denominazione cometaria, 176P/LINEAR: questa duplice denominazione è condivisa anche dai membri della, per ora, molto ristretta famiglia delle comete della fascia principale.